# Niko Bessinger
Nikolaus Onverwag  „Niko“ Bessinger (* 12. Juni 1948 in Walvis Bay; † 25. März 2008 in Windhoek) war ein namibischer Architekt, Politiker und Namibias erster Minister für Umwelt und Tourismus.

## Leben
Niko Bessinger wurde 1948 als Sohn des Bauunternehmers Hendrik Bessinger (1929–2012) in der damals zur Südafrikanischen Union gehörenden Enklave Walvisbaai geboren. Er besuchte die römisch-katholische St.-Bonifatius-Grundschule in Windhoek, das Augustineum in Parow, und erwarb 1966 sein Abitur an der Athlone High School in Kapstadt. 1969 begann er ein Architekturstudium an der Universität Kapstadt; er unterbrach sein Studium jedoch und ging 1972 zurück nach Südwestafrika und trat der Südwestafrikanischen Volksorganisation (SWAPO) bei. 1976 wurde er aktives Mitglied und SWAPO-Schatzmeister. 1978 setzt er sein Studium mithilfe eines Fulbright-Stipendiums an die Universität Detroit fort, und erlangte in den Vereinigten Staaten bis 1981 einen Bachelor-Abschluss (B.Arch.).
Zurück in Namiba, wurde er 1981 SWAPO-Sekretär für Auswärtige Angelegenheiten und war ab 1983 Mitglied der namibischen Architektenkammer (NIA). Niko Bessinger wurde 1989 Mitglied der Verfassungsgebenden Versammlung Namibias und mit der Unabhängigkeit Namibias 1990 Mitglied der Nationalversammlung und Namibias erster Minister für Umwelt- und Tourismus. Bei der Parlamentswahl im Dezember 1994 wurde er erneut in die Nationalversammlung gewählt, gab jedoch 1996 seinen Sitz auf. Bis 2007 blieb er im Zentralkomitee der SWAPO.
Bessinger war mit Hermine Bessinger (geb. Bertolini) verheiratet. Sie hatten vier Kinder. Bessinger starb 2008 in seinem Haus im Windhoeker Stadtteil Khomasdal an den Folgen eines Herzinfarkts. Er wurde wenige Tage später zum Nationalhelden ernannt.